# Creixell (kommunhuvudort)
Creixell är en kommunhuvudort i Spanien.   Den ligger i provinsen Província de Tarragona och regionen Katalonien, i den östra delen av landet, 400 km öster om huvudstaden Madrid. Creixell ligger 35 meter över havet och antalet invånare är 2 510.
Terrängen runt Creixell är platt västerut, men åt nordost är den kuperad. Havet är nära Creixell åt sydost.  Närmaste större samhälle är Tarragonès, 16,8 km väster om Creixell. Runt Creixell är det i huvudsak tätbebyggt.